# سیرز، فایف
سیرز (به انگلیسی: Ceres) یک روستا در بریتانیا است که در فایف واقع شده‌است. سیرز ۱٬۰۱۹ نفر جمعیت دارد.